# La Revilla de Herrán
La Revilla, también conocida como La Revilla de Herrán, es una localidad situada en la provincia de Burgos, comunidad autónoma de Castilla y León (España), comarca de Las Merindades, partido judicial de Villarcayo, ayuntamiento de Valle de Tobalina.

## Geografía
En el valle del Ebro, entre la Sierra de Arcena al norte y la Sierra de Pancorbo al sur; a 40 km de Villarcayo, cabeza de partido, y a 85 de Burgos. Comunicaciones: en la carretera BU-532, autobuses de Burgos a Frías y de Villarcayo a Miranda de Ebro, con parada a 6 km.

## Situación administrativa
En las elecciones locales de 2007 correspondientes a esta entidad local menor concurre una sola candidatura encabezada por Luis Alberto Fernández Vadillo, independiente en las listas del Partido Popular.

## Demografía
En el censo de 1950 contaba con 39 habitantes, reducidos a 12 en 2004, 13 en 2007.

## Historia
Fue conocida como Revilla, en el Valle de Tobalina, en el partido de Castilla la Vieja en Burgos, jurisdicción de señorío, ejercida por el Duque de Frías quien nombraba su alcalde ordinario.
A la caída del Antiguo Régimen queda agregado al ayuntamiento constitucional de Valle de Tobalina , en el Partido de Villarcayo perteneciente a la región de Castilla la Vieja.

## Parroquia
Iglesia católica de San Miguel Arcángel, dependiente de la parroquia de San Martín de Don en el Arciprestazgo de Medina de Pomar, diócesis de Burgos.